# Ernst Sigle
Ernst Sigle (* 7. März 1872 in Kornwestheim; † 7. März 1960) war ein deutscher Unternehmer im Schuhmacherhandwerk.

## Werdegang
Sigle kam als Sohn des Johann Christoph Sigle und der Elisabeth Sigle, geb. Hammer, zur Welt. Er begann als Lehrling im Betrieb seines älteren Bruders Jakob. Später wurde er Vorstandsmitglied der J. Sigle & Cie. Schuhfabriken AG und übernahm nach der Umwandlung in die Salamander AG im Jahre 1930 und dem Tod seines Bruders im Jahre 1935 den Vorsitz im Aufsichtsrat des Unternehmens. Zudem war er stellvertretender Aufsichtsratsvorsitzender der J. Mayer & Sohn Lederfabriken AG in Offenbach am Main. Im Jahr 1920 wurde er Mitglied in der Freimaurerloge „Zu den 3 Cedern“ in Stuttgart.

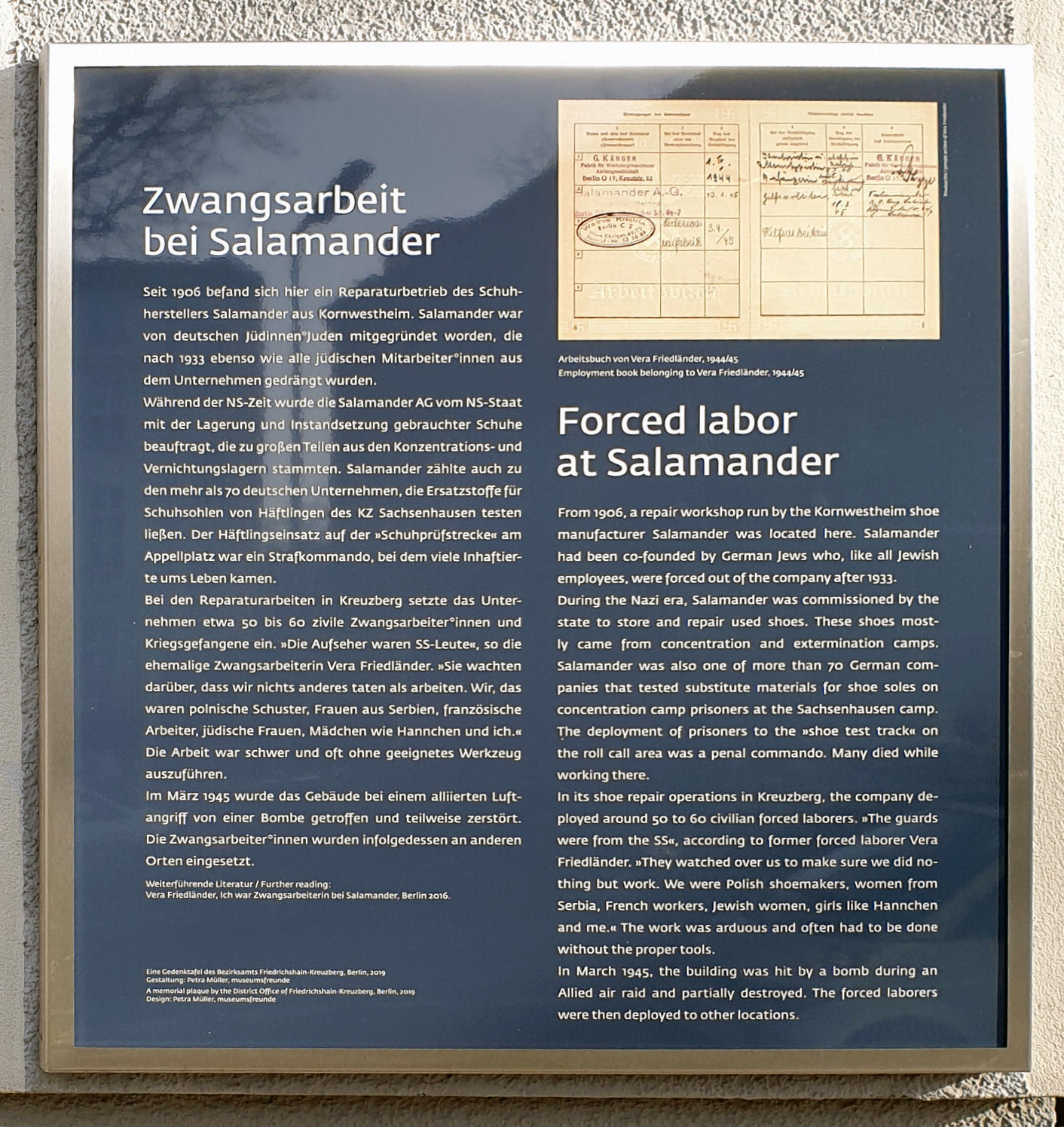
Zwangsarbeit bei Salamander, in Berlin-Kreuzberg

Ernst Sigle und sein älterer Bruder Jakob waren als Inhaber sowie als Stellvertreter und Aufsichtsratsvorsitzender zusammen mit dem Generaldirektor Alexander Haffner hauptverantwortlich für die Arisierung der Salamander AG im Jahre 1933 und deren direkte Nutznießer. Ernst Sigle war mitverantwortlich für die Arisierung der Lederfirma J. Mayer & Sohn in Offenbach und der Schuhfabrik Bernhard Ross in Speyer im Jahre 1936 sowie den Erwerb von Anteilen bei der Arisierung der Lederfabrik Sihler & Cie. AG in Zuffenhausen im Jahre 1937. Aufgrund seiner Stellung war Sigle auch mitverantwortlich sowohl für die Ausbeutung und oftmals menschenunwürdige Behandlung tausender Zwangsarbeiter während des Zweiten Weltkriegs durch die Salamander AG als auch für die „Weiterverwertung“ hunderttausender Paar Schuhe der Ermordeten aus den Vernichtungslagern im Salamander-Reparaturbetrieb in Berlin-Kreuzberg.
Als Vertreter des seinerzeit größten deutschen Schuhherstellers hat Sigle im Sonderausschuss Wehrmachtsschuhwerk über die Tests auf der „Schuhprüfstrecke“ im KZ Sachsenhausen mitentschieden und war dadurch mitverantwortlich für die Misshandlung und die Ermordung tausender Häftlinge durch die SS auf der „Schuhprüfstrecke“. „Aus Unterlagen der staatlichen Stellen im Bundesarchiv Berlin geht hervor, dass führende Manager von Salamander nicht nur an der Entscheidung, überhaupt eine Teststrecke im KZ Sachsenhausen zu bauen und mit Häftlingen zu betreiben, beteiligt waren. Salamander gehörte auch zu den ersten Firmen, die ab Juni 1940 freiwillig Werkstoffe und Schuhmodelle für die Erprobung in das KZ schickten. Nachweislich gab es Besuche von Managern der Firma Salamander im KZ Sachsenhausen. Sie begutachteten dort die Versuche und hatten direkten Kontakt zu den KZ-Häftlingen, die sich vor ihnen zur Inspektion der Schuhe aufstellen mussten. Auch in anderen Punkten lassen sich direkte KZ-Verbindungen der Unternehmensleitung nachweisen. So nahmen etwa Mitglieder des obersten Managements in der Kriegswirtschaft führende Posten in verschiedenen technischen Ausschüssen ein, die sich über fast fünf Jahre mit der Auswertung der KZ-Versuche beschäftigten. Männer wie Ernst Sigle, Angelo Hammelbacher, Robert Eichenlaub und Hans Dietmann wussten daher genau Bescheid darüber, dass hier KZ-Häftlinge für ihre Zwecke missbraucht wurden.“ Salamander zahlte für die Tests auf der „Schuhprüfstrecke“ eine „Nutzungsgebühr“ in Höhe von 6,– RM pro Tag und Häftling an das Reichsamt für Wirtschaftsausbau.

## Ehrungen
- 1927: Ehrenbürger der Stadt Kornwestheim
- 1952: Großes Verdienstkreuz der Bundesrepublik Deutschland
- Charlottenkreuz
- Rote Kreuz-Medaille
- Benennung des Ernst-Sigle-Gymnasiums in Kornwestheim